# Мар'ївка (Ертильський район)
Мар'ївка (рос. Марьевка) — селище у Ертильському районі Воронезької області Російської Федерації.
Населення становить 215 осіб (2010). Входить до складу муніципального утворення Морозовське сільське поселення.

## Історія
Від 1938 року належить до Ертильського району.
Згідно із законом від 15 жовтня 2004 року входить до складу муніципального утворення Морозовське сільське поселення.

## Населення
| 2000 | 2010 |
| ---- | ---- |
| 268  | ↘215 |